# تصمیم پیش از شفق
تصمیم پیش از شفق (به انگلیسی: Decision Before Dawn) فیلمی ۱۱۹ دقیقه‌ای به کارگردانی آناتول لیتواک با بازی ریچارد بیسهارت محصول کشور ایالات متحده آمریکا است.